# Bezirk Perg

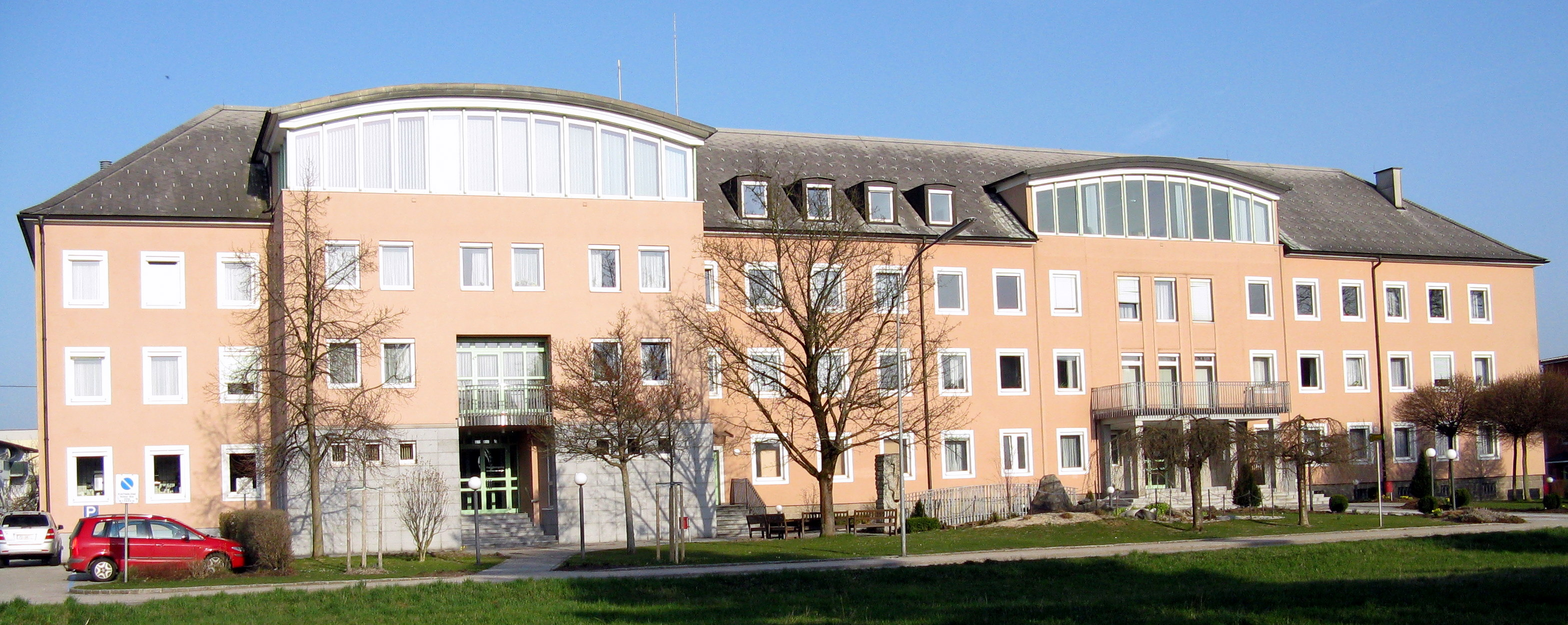
Bezirkshauptmannschaft Perg

Der Bezirk Perg ist ein politischer Bezirk des Landes Oberösterreich.

## Geografie

### Lage und Grenzen
Der Bezirk Perg, der kleinste der vier Bezirke des Mühlviertels, liegt im Südosten des Mühlviertels bzw. im südlichen Teil des Unteren Mühlviertels und erstreckt sich von Luftenberg an der Donau im Westen bis nach Hirschenau im Gemeindegebiet von St. Nikola an der Donau im Osten. Der geografische Mittelpunkt befindet sich in der Katastralgemeinde Innernstein in der Marktgemeinde Münzbach auf 361 m ü. A. Die 26 Gemeinden bedecken eine Fläche von 613.175.789,69 Quadratmetern und der Umfang beträgt 197.519,29 Meter.
Die Fläche des Bezirks hat sich zuletzt mit 1. Jänner 1997 durch die Bereinigung der Bezirksgrenze bei Langenstein geändert, wo das ursprünglich zum Gebiet der Stadt Enns im Bezirk Linz-Land gehörende Areal der Burgruine Spielberg (Schlossau) auf Grund der Lage nördlich der Donau mit 1. Jänner 1997 dem Bezirk Perg zugeordnet wurde.
Der nördlichste Punkt befindet sich in St. Georgen am Walde. Im Süden bildet die Donau die natürliche Grenze. Nur in Mitterkirchen im Machland verläuft die Bezirksgrenze auch nach der Veränderung des Donaulaufs (Errichtung des Kraftwerks Wallsee-Mitterkirchen) nach wie vor entlang des bisherigen Flussbeckens (Donau-Altarm). In Luftenberg an der Donau gehört das südlich der Donau befindliche Areal des Ausees zum Bezirk Perg.
Nachbarbezirke sind im Westen der Bezirk Urfahr-Umgebung sowie die Landeshauptstadt Linz, im Süden die Bezirke Linz-Land und Amstetten, im Osten die Bezirke Melk und Zwettl sowie im Norden der Bezirk Freistadt.

### Mittelpunkt
Der Flächenschwerpunkt des Bezirkes Perg liegt in der Katastralgemeinde Innernstein, Gemeinde Münzbach (⊙).

### Geologie
Der Bezirk Perg umfasst im Norden ein stark gegliedertes Berg- und Hügelland (u. a. Aist-Naarn-Kuppenland, Untermühlviertler Schollenland), einige Mittellagen mit eingelagerten Becken sowie Ebenen an der Donau. Die Hochlagen sind Ausläufer des Böhmischen Massivs mit dem Burstall in der Gemeinde St. Georgen am Walde als höchste Erhebung mit 948 m ü. A. Die in den Donauebenen gelegenen Teile des Bezirks gehören zur Landschaftsregion des Alpenvorlandes. Im Osten des Bezirks befindet sich an der Donau auch die tiefste Stelle des Bezirkes und gleichzeitig Oberösterreichs mit 220 m ü. A.
Aus geologischer und geomorphologischer Sicht sowie unter Aspekten der Raumnutzung gehört der Bezirk Perg zu 7 der 41 Raumeinheiten des Bundeslandes Oberösterreich.
- Zur Raumeinheit Machland gehören Teile folgender Gemeinden: Arbing, Baumgartenberg, Grein, Mauthausen, Mitterkirchen im Machland, Naarn im Machlande, Ried in der Riedmark, Saxen und Schwertberg.
- Zur Raumeinheit Aist-Naarn-Kuppenland gehören Teile folgender Gemeinden: Allerheiligen im Mühlkreis, Arbing, Bad Kreuzen, Baumgartenberg, Dimbach, Grein, Klam, Münzbach, Pabneukirchen, Perg, Rechberg, Ried in der Riedmark, St. Georgen am Walde, St. Nikola an der Donau, St. Thomas am Blasenstein, Schwertberg, Waldhausen im Strudengau und Windhaag bei Perg.
- Zur Raumeinheit Südliche Mühlviertler Randlagen gehören Teile folgender Gemeinden: Arbing, Baumgartenberg, Grein, Katsdorf, Klam, Langenstein, Luftenberg an der Donau, Mauthausen, Münzbach, Perg, Ried in der Riedmark, St. Georgen an der Gusen, Saxen, Schwertberg und Windhaag bei Perg.
- Zur Raumeinheit Donauschlucht und Nebentäler gehören Teile folgender Gemeinden: Grein, St. Nikola an der Donau und Waldhausen im Strudengau.
- Zur Raumeinheit Linzer Feld gehören Teile folgender Gemeinden: Langenstein, Luftenberg an der Donau, Mauthausen und St. Georgen an der Gusen.
- Zur Raumeinheit Freiwald und Weinsberger Wald gehören Teile folgender Gemeinden: Teile der Gemeinden Dimbach, St. Georgen am Walde und Waldhausen im Strudengau.
- Zur Raumeinheit Zentralmühlviertler Hochland gehören Teile folgender Gemeinden: Allerheiligen im Mühlkreis, Luftenberg an der Donau, Mauthausen, Ried in der Riedmark, St. Georgen an der Gusen.

Als nutzbare Rohstoffe gibt es daher vor allem im Süden des Bezirks insbesondere Granit, Sandstein und Kaolin, weshalb seit Jahrhunderten der Bergbau in Granit- und Sandsteinbrüchen sowie der Kaolinabbau von Allerheiligen wirtschaftlich eine Rolle spielt.
Im Bezirk Perg sind einige Steingebilde aus Granit, sogenannte Wollsackverwitterungen, als Naturdenkmale ausgewiesen.

### Gewässer
Von Grein bis Ybbs hat die Donau ein 25 Kilometer langes Durchbruchstal, den Strudengau, geschaffen. Auch die Zuflüsse haben sich auf ihrem Weg zur Donau tief in die Ausläufer des Granitmassivs eingeschnitten. Solche Durchbruchstäler sind beispielsweise das Gusental, das Aisttal (=Josefstal), das Naarntal, die Klamschlucht des Klambachs, die Stillensteinklamm des Gießenbachs usw.
Alle Fließgewässer des Bezirks Perg entwässern zur Donau. Zu den wichtigsten Flüssen zählen die Gusen (Große Gusen, Kleine Gusen), der Riederbach, die Aist (Feldaist, Waldaist), die Naarn (Große Naarn, Kleine Naarn), der Klambach, der Kämpbach, der Gießenbach, der Dimbach der Sarmingbach und die Kleine Isper.
Im Bezirk Perg wurden einige Seen geschaffen, die sich auch für Badezwecke eignen. Der Badesee Mitterkirchen und der Ausee in Luftenberg an der Donau sind vom Grundwasser gespeiste ehemalige Schottergruben, die Badeseen in Rechberg und Waldhausen sind durch das Aufstauen von Bächen entstandene Weiler.
Die Nutzung der Gewässer erfolgte vielfach durch Fischfang, auf der Aist, Naarn und am Sarmingbach ab dem 18. Jahrhundert für die Scheiterschwemme und ab dem 20. Jahrhundert für die Stromerzeugung durch Kleinwasserkraftwerke.
Der Süden des Bezirkes Perg war im 20. und 21. Jahrhundert ebenso wie in den vorangegangenen Jahrhunderten (siehe Hauptartikel Perger Au) von Hochwasserkatastrophen betroffen. Im Juli 1954 und im August 2002 mit teilweise höheren Wasserständen als 1954, gab es beträchtliche Überflutungen durch die von Norden zur Donau fließenden Bäche, Flüsse und deren Zubringer, verursacht durch lang anhaltende Niederschläge im Hinterland. Insbesondere das Naarntal und das Josefstal musste wegen der Hochwasserschäden 2002/2003 umfassend saniert werden.
Das Hochwasserschutzprojekt Machland Nord, auch Machland-Damm genannt, schützt sein 2012 auf einer Länge von 36,4 Kilometern links der Donau zwischen Mauthausen und St. Nikola an der Donau sieben Gemeinden im oberösterreichischen Machland und im oberösterreichischen Strudengau vor weiteren bis zu einhundertjährigen Hochwasserkatastrophen. Bei dem Projekt handelte es sich unter rund vierhundert österreichischen Hochwasserschutzprojekten um das größte. Gleichzeitig war es auch das größte Hochwasserschutzprogramm Mitteleuropas und der oberösterreichischen Landesgeschichte.

### Klima
Im Bezirk Perg sind sowohl ozeanische als auch kontinentale Klimamerkmale spürbar. Ab 1946 betrieb Robert Zinterhof in Pabneukirchen mehr als 50 Jahre ehrenamtlich eine Klimastation und meldete seine dreimal täglich abgelesenen Werte zur Zentralanstalt nach Wien. Aufgabe der Station war die Erforschung des mittleren Wetterzustands und den Witterungsablauf der Monate und Jahre für das Untere Mühlviertel.
Das östliche Mühlviertel ist sehr sonnenbegünstigt und zeigt ein milderes Klima als das mittlere und westliche Mühlviertel. Das Jahresmittel der Lufttemperatur liegt bei 7,2 Grad Celsius und die durchschnittliche Niederschlagshöhe beträgt 880 Liter pro Quadratmeter. Die höchste aufgezeichnete Temperatur wurde am 5. Juli 1950 mit 37,5 Grad Celsius und die tiefste Temperatur mit −26,9 Grad Celsius am 10. Februar 1956 gemessen. Die höchste Jahresniederschlagsmenge betrug 1974 1150 mm und die höchste Tagesniederschlagsmenge am 23. Juli 1957 56 mm.

## Gerichtsbarkeit

### Bezirksgerichte
- Gerichtsbezirk Grein (bis 31. Dezember 2002)
- Gerichtsbezirk Mauthausen (bis 31. Dezember 2013)
- Gerichtsbezirk Perg

### Geschichte
Die geschichtliche Entwicklung auf dem Gebiet des heutigen Bezirks Perg wird insbesondere bei den jeweiligen Ortsartikeln im Detail beschrieben. Zusätzlich wird auf die geschichtlichen Teile in den Artikeln über die Riedmark, das Machland bzw. das Machlandviertel sowie auf die Artikel zu den zahlreichen Burgen, Schlösser, Kirchen und Klöster verwiesen.
Zu den für den Bezirk historisch bedeutsamen Personen zählen u. a. Otto von Machland und die Herren von Perg und Machland, Ulrich II. von Kapellen, die Kapeller, Konrad von Waldhausen, Ladislaus Prager, Lorenz Schütter, Georg Erasmus von Tschernembl, Leonhard Helfried von Meggau, Martin Aichinger, Thomas Lansius, Joachim Enzmilner, Eva Magdalena Enzmilner, Bischof Josephus Calasanz Fließer.

### Bezirkshauptmannschaft, Bezirksgericht
Als 1848 die Grundherrschafts- bzw. Patrimonialverwaltung aufgehoben wurde und die Kreisämter mit ihren Herrschafts- und Distriktskommissariaten aufgelöst wurden, traten an ihre Stelle Statthaltereien mit neu zu schaffenden Bezirkshauptmannschaften. Die Bezirkshauptmannschaft für den Bezirk Perg mit dem Amtssitz in Grein war eine von 12 im Land ob der Enns und wurde 1850 eingerichtet, bestand aber nur bis 1854. Nach verschiedenen erfolglosen Umstrukturierungen im Sinne des Neoabsolutismus wurden 1868 für den Bezirk Perg eine von 12 Bezirkshauptmannschaften mit Sitz in der Gemeinde Perg errichtet.
Diesem Bezirk gehörte neben dem Gerichtsbezirk Grein, Gerichtsbezirk Mauthausen und Gerichtsbezirk Perg auch der Gerichtsbezirk Pregarten an, der 1903 im Zuge der Errichtung der Bezirkshauptmannschaft Urfahr dem Bezirk Freistadt zugeschlagen wurde. Der Bezirk umfasste damals 815,22 Quadratkilometer und hatte 1890 53.730 Einwohner (davon 26.155 männlich und 27.575 weiblich). Es bestanden 58 Gemeinden mit 388 Ortschaften. Der Gerichtsbezirk Perg umfasste 19,57 Quadratkilometer und hatte 12.915 Einwohner.
1938 wurden nach der Eingliederung Österreichs in das Deutsche Reich die Bezirkshauptmannschaften in Landkreisämter umgewandelt. Nach dem Krieg wurde 1945 der frühere Zustand wiederhergestellt. Am 25. Mai 1945 übernahm das Land Niederösterreich den Bezirk Perg vorübergehend in seine Verwaltung und setzte einen eigenen Bezirkshauptmann ein. Erst nach dem Abschluss des Staatsvertrages und nach Beendigung der in Urfahr angesiedelten und von Landeshauptmann-Stellvertreter Johann Blöchl geführten Zivilverwaltung Mühlviertel konnte am 1. Jänner 1956 die Oberösterreichische Landesregierung ihre Dienstgeschäfte auch in der Bezirkshauptmannschaft Perg aufnehmen.
Mit 1. Jänner 2003 wurde das Bezirksgericht Grein aufgelassen. Die Gemeinden des aufgelösten Gerichtsbezirkes (Bad Kreuzen, Dimbach, Grein, Klam, Pabneukirchen, St. Georgen am Walde, St. Nikola an der Donau, St. Thomas am Blasenstein, Saxen und Waldhausen im Strudengau) wurden dem Gerichtsbezirk Perg zugewiesen. Die zehn angeführten Gemeinden des ehemaligen Gerichtsbezirks Grein fallen seither in den Bereich des Vermessungsamtes Amstetten.
Mit 1. Jänner 2014 wurde das Bezirksgericht Mauthausen aufgelassen. Sämtliche Gemeinden des aufgelösten Gerichtsbezirks wurden dem Gerichtsbezirk Perg zugewiesen.
Bezirkshauptleute von Perg
(Dauer der Funktion in Klammer)
- Eduard Kaim, Jurist, Bezirkshauptmann zu Grein an der Donau, Ritter des herzoglich Sachsen-Coburg-Ernestinischen Hausordens, Ehrenbürger von Grein (1848 bis 1854)
- Theodor Altwirt (1868 bis 1869)
- Oswald Sturm (1869 bis 1872)
- Josef Edler von Hueber (1873 bis 1879)
- August Wiesinger (1879 bis 1890)
- Karl Binder (1890 bis 1894)
- Ferdinand Ripelly (1894 bis 1898)
- Rudolf Wacha (1898 bis 1901)
- Karl Bihler (1901 bis 1909)
- Johann Schusser (1909 bis 1919)
- Alexander Rogler (1919 bis 1920)
- Ernst Hodel (1920)
- Franz Rienmüller (1920 bis 1938)
- Gustav Brachmann (1938 bis 1941)
- Karl Korher (1942 bis 1942)
- Ludwig Riebesam, General (1942 bis 1945)
- Gottfried Haffner (1945 bis 1946)
- Wilhelm Baselli (1946 bis 1954)
- Matthäus Müller (1954 bis 1959)
- Walter Endrich (1959 bis 1973)
- Johann Zweckmair (1974 bis 1990)
- Heinz Steinkellner (1990 bis 2011)
- Werner Kreisl (seit 2011)

## Angehörige Gemeinden
Der Bezirk Perg umfasst 26 Gemeinden. Unter diesen 26 politischen Gemeinden sind zwei Städte und 18 Marktgemeinden. Die Einwohnerzahlen stammen vom 1. Jänner 2024.

Gemeinden des Bezirks Perg

| Gemeinde                   | Lage | Ew    | km²   | Ew / km² | Gerichtsbezirk | Region | Typ             | Foto | Metadaten         |
| -------------------------- | ---- | ----- | ----- | -------- | -------------- | ------ | --------------- | ---- | ----------------- |
| Allerheiligen im Mühlkreis |      | 1.256 | 20,20 | 62       | Perg           |        | Gemeinde        | ja   | Gem.Kennz.: 41101 |
| Arbing                     |      | 1.540 | 12,02 | 128      | Perg           |        | Gemeinde        | ja   | Gem.Kennz.: 41102 |
| Bad Kreuzen                |      | 2.442 | 39,90 | 61       | Perg           |        | Markt- gemeinde | ja   | Gem.Kennz.: 41108 |
| Baumgartenberg             |      | 1.844 | 15,73 | 117      | Perg           |        | Markt- gemeinde | ja   | Gem.Kennz.: 41103 |
| Dimbach                    |      | 1.009 | 31,39 | 32       | Perg           |        | Markt- gemeinde | ja   | Gem.Kennz.: 41104 |
| Grein                      |      | 2.912 | 18,42 | 158      | Perg           |        | Stadt- gemeinde | ja   | Gem.Kennz.: 41105 |
| Katsdorf                   |      | 3.317 | 14,66 | 226      | Perg           |        | Gemeinde        | ja   | Gem.Kennz.: 41106 |
| Klam                       |      | 961   | 8,36  | 115      | Perg           |        | Markt- gemeinde | ja   | Gem.Kennz.: 41107 |
| Langenstein                |      | 2.567 | 12,36 | 208      | Perg           |        | Gemeinde        | ja   | Gem.Kennz.: 41109 |
| Luftenberg an der Donau    |      | 4.319 | 16,86 | 256      | Perg           |        | Markt- gemeinde | ja   | Gem.Kennz.: 41110 |
| Mauthausen                 |      | 4.922 | 14,03 | 351      | Perg           |        | Markt- gemeinde | ja   | Gem.Kennz.: 41111 |
| Mitterkirchen im Machland  |      | 1.766 | 28,94 | 61       | Perg           |        | Markt- gemeinde | ja   | Gem.Kennz.: 41112 |
| Münzbach                   |      | 1.906 | 24,89 | 77       | Perg           |        | Markt- gemeinde | ja   | Gem.Kennz.: 41113 |
| Naarn im Machlande         |      | 3.854 | 35,17 | 110      | Perg           |        | Markt- gemeinde | ja   | Gem.Kennz.: 41114 |
| Pabneukirchen              |      | 1.690 | 40,96 | 41       | Perg           |        | Markt- gemeinde | ja   | Gem.Kennz.: 41115 |
| Perg                       |      | 9.459 | 26,44 | 358      | Perg           |        | Stadt- gemeinde | ja   | Gem.Kennz.: 41116 |
| Rechberg                   |      | 1.033 | 13,77 | 75       | Perg           |        | Gemeinde        | ja   | Gem.Kennz.: 41117 |
| Ried in der Riedmark       |      | 4.353 | 32,65 | 133      | Perg           |        | Markt- gemeinde | ja   | Gem.Kennz.: 41118 |
| Saxen                      |      | 1.711 | 19,07 | 90       | Perg           |        | Markt- gemeinde | ja   | Gem.Kennz.: 41123 |
| Schwertberg                |      | 5.512 | 18,79 | 293      | Perg           |        | Markt- gemeinde | ja   | Gem.Kennz.: 41124 |
| St. Georgen am Walde       |      | 1.959 | 53,55 | 37       | Perg           |        | Markt- gemeinde | ja   | Gem.Kennz.: 41119 |
| St. Georgen an der Gusen   |      | 4.405 | 7,12  | 619      | Perg           |        | Markt- gemeinde | ja   | Gem.Kennz.: 41120 |
| St. Nikola an der Donau    |      | 801   | 13,18 | 61       | Perg           |        | Markt- gemeinde | ja   | Gem.Kennz.: 41121 |
| St. Thomas am Blasenstein  |      | 934   | 29,04 | 32       | Perg           |        | Markt- gemeinde | ja   | Gem.Kennz.: 41122 |
| Waldhausen im Strudengau   |      | 2.860 | 46,85 | 61       | Perg           |        | Markt- gemeinde | ja   | Gem.Kennz.: 41125 |
| Windhaag bei Perg          |      | 1.546 | 19,18 | 81       | Perg           |        | Gemeinde        | ja   | Gem.Kennz.: 41126 |

## Kirchliche Verwaltungseinheiten
Ausgehend von den Taufkirchen Naarn, Ried und Saxen, die im 10. Jahrhundert mit Basiliken ausgestattet waren entwickelten sich die Dekanate als kirchliche Verwaltungseinheit zunächst des Bistums Passau und seit 1784 der Diözese Linz.
Sowohl die im 12. Jahrhundert von Otto von Machland gestifteten Klöster in Baumgartenberg und Waldhausen als auch die im Rahmen der Gegenreformation errichteten Dominikanerklöster in Windhaag und Münzbach wurden im Zuge der josephinischen Reformen geschlossen und deren Besitz dem Domkapitel der neu gegründeten Diözese Linz übereignet.
Einzig das Kloster Baumgartenberg wurde um die Mitte des 19. Jahrhunderts zunächst von Jesuiten, später von Franziskanern und danach von den Schwestern vom Guten Hirten als Niederlassung gewählt.
Nach der Loslösung vom Bistum Passau 1783/85 zählten die Pfarren des Bezirkes Perg zu den Dekanaten Grein, Pabneukirchen und Pregarten. 1974 erfolgte eine Neueinteilung der Dekanate bzw. der Dekanatsgrenzen:
Seither gehören im Bezirk Perg zum Dekanat Grein 10 Pfarren (Bad Kreuzen, Dimbach, Grein, Klam, Pabneukirchen, St. Georgen am Wald, St. Nikola an der Donau, St. Thomas am Blasenstein, Saxen und Waldhausen), zum Dekanat Perg 12 Pfarren (Allerheiligen, Arbing, Baumgartenberg, Mauthausen, Mitterkirchen, Münzbach, Naarn, Perg, Pergkirchen, Rechberg, Schwertberg und Windhaag) und zum Dekanat Pregarten neben den Pfarren aus anderen Bezirken 3 Pfarren (Katsdorf, Ried in der Riedmark und St. Georgen an der Gusen).

## Wirtschaft
Die Wirtschaftsstruktur ist überwiegend industriell-gewerblich. Dominant sind Bauwirtschaft und Maschinenbau. Ein Drittel der etwa 2300 Unternehmen ist im Dreieck Mauthausen-Schwertberg-Perg angesiedelt. Die drei Gemeinden haben den höchsten Industrialisierungsgrad des Mühlviertels. 41 % der Erwerbstätigen haben ihren Arbeitsplatz außerhalb des Bezirks, mit Abstand am meisten Pendler sind in Linz tätig. Die Tendenz der angebotenen Arbeitsplätze im Bezirk ist steigend.
18 Gemeinden des Bezirks arbeiteten 2007 bis 2013 in der LEADER Region Strudengau zusammen, eine Gemeinde gehört der Leader Region Mühlviertler Alm an, sieben Gemeinden haben sich bisher keinem Regionalverband angeschlossen.
Der Bezirk Perg ist der einzige Bezirk Österreichs, in dem zwei Donaukraftwerke stehen (Kraftwerk Wallsee-Mitterkirchen und Kraftwerk Abwinden-Asten). Die Donau bildet mit wenigen Ausnahmen die südliche Grenze des Bezirkes und zwischen Mauthausen und St. Nikola an der Donau die Grenze zwischen Ober- und Niederösterreich. Sie bildet im Bezirk Perg zusätzlich zu den bereits erwähnten Kraftwerken auch den Stauraum für das Kraftwerk Ybbs-Persenbeug.
Die LEADER-Region wurde in der Förderperiode 2014 bis 2020 um weitere 6 auf 24 Gemeinden der Bezirks Perg erweitert, wobei in diesem Zusammenhang auch der Name in Region Perg-Strudengau verändert wurde.

## Kultur

### Denkmalschutz
Im Bezirk sind 150 Objekte per Verordnung und 70 per Bescheid des Bundesdenkmalamts denkmalgeschützt.

### Museen
Der Bezirk Perg verfügt über eine Reihe von Museen mit sehr unterschiedlichen Sammlungsschwerpunkten. Darunter befinden sich auch einige Freilichtmuseen. Die Museen des Bezirks Perg sind teilweise im regionalen Museumsverbund Museumsland Donauland Strudengau miteinander vernetzt. Unter dem Titel Radkultour wurden einige touristische Radrouten ausgeschildert, die direkt zu den Museen der Region führen. Die meisten gehören dem Verbund oberösterreichischer Museen an. Einige der Museen liegen am Donauradweg bzw. am Donausteig und genießen daher auch überregionale Bekanntheit.
| Bezeichnung | Ort                          | Kategorie                      | Sammlungsschwerpunkt | Museum am Radwegnetz           | Museumsverbund                                                                 | Homepage                                         |
| --- | ---------------------------- | ------------------------------ | --- | ------------------------------ | ------------------------------------------------------------------------------ | ------------------------------------------------ |
| Apothekermuseum Mauthausen im Schloss Pragstein                                                                    | Mauthausen                   | Spezialmuseum                  | Gesundheit, Gewerbe, Naturwissenschaft                                                                                               | Donauradweg                    | Museumsland Donauland Strudengau                                               | Apothekermuseum Mauthausen                       |
| Burgmuseum Clam | Klam                         | Geschichtsmuseum               | Geschichte, Gesundheit, Gewerbe, Kunst, Kunstgewerbe, Militaria, Musik, Personen, Volkskunde, Alltagskultur                          | Donauradweg                    | Museumsland Donauland Strudengau                                               | Burg Clam                                        |
| Freilichtmuseum Großdöllnerhof                                                                                     | Rechberg                     | Freilichtmuseum                | Landwirtschaft, Natur, Volkskunde, Alltagskultur                                                                                     | Donauradweg (Entfernung 15 km) | Museumsland Donauland Strudengau, Verband oberösterreichischer Freilichtmuseen | Großdöllnerhof Rechberg                          |
| Freilichtmuseum Keltendorf Mitterkirchen                                                                           | Mitterkirchen                | Freilichtmuseum, Spezialmuseum | Archäologie | Donauradweg                    | Museumsland Donauland Strudengau, Verband oberösterreichischer Freilichtmuseen | Keltendorf Mitterkirchen                         |
| Heimathaus St. Georgen/Gusen                                                                                       | St. Georgen an der Gusen     | Heimatmuseum                   | Archäologie, Geschichte, Handwerk, Landwirtschaft, Volkskunde, Alltagskultur, Zeitgeschichte                                         | Donauradweg                    |                                                                                | Gusen                                            |
| Heimathaus-Stadtmuseum Perg mit den Außenanlagen Mühlsteinbruch Scherer, Erdstall Ratgöbluckn und Steinbrecherhaus | Perg                         | Geschichtsmuseum, Heimatmuseum | Archäologie, Geschichte, Gewerbe, Handwerk, Kunstgewerbe, Landwirtschaft, Natur, Personen, Volkskunde, Alltagskultur, Zeitgeschichte | Donauradweg                    | Museumsland Donauland Strudengau                                               | Heimatmuseum-Stadtmuseum Perg (Archivlink)       |
| Heimathaus Mauthausen und Trophäenmuseum im Schloss Pragstein                                                      | Mauthausen                   | Heimatmuseum                   | Archäologie, Geschichte, Handwerk, Kunst, Kunstgewerbe, Militaria, Personen, Transport, Volkskunde, Alltagskultur                    | Donauradweg                    | Museumsland Donauland Strudengau                                               | Heimatverein Mauthausen                          |
| Heimatstube Pabneukirchen                                                                                          | Pabneukirchen                | Heimatmuseum                   | Gewerbe, Handwerk, Landwirtschaft, Volkskunde, Alltagskultur                                                                         |                                |                                                                                | Pabneukirchen                                    |
| Karden- und Heimatmuseum Katsdorf                                                                                  | Katsdorf                     | Heimatmuseum                   | Archäologie, Geschichte, Gewerbe, Handwerk, Landwirtschaft, Militaria, Technik, Technikgeschichte, Volkskunde, Alltagskultur         |                                |                                                                                | Heimatverein Katsdorf. Karden- und Heimatmuseum. |
| KZ-Gedenkstätte | Mauthausen                   | Spezialmuseum                  | Geschichte, Zeitgeschichte | Donauradweg                    |                                                                                | Mauthausen Memorial                              |
| Museum Altenburg – Der Graf von Windhaag mit dem Enzmilner Kulturwanderweg                                         | Altenburg, Windhaag bei Perg | Geschichtsmuseum               | Geschichte, Personen |                                | Museumsland Donauland Strudengau                                               | Windhaag bei Perg                                |
| OÖ. Schifffahrtsmuseum im Schloss Greinburg                                                                        | Grein                        | Spezialmuseum                  | Technik, Technikgeschichte, Transport, Verkehr, Volkskunde, Alltagskultur                                                            | Donauradweg                    | Museumsland Donauland Strudengau                                               | Schloss Greinburg                                |
| Strindbergmuseum Saxen                                                                                             | Saxen                        | Spezialmuseum                  | Literatur, Personen | Donauradweg                    | Museumsland Donauland Strudengau                                               | Strindbergmuseum Saxen                           |

Weitere Museen im Bezirk Perg sind das Puppenhausmuseum Sankt Thomas am Blasenstein, Oldy Kai, das etwas andere Privatmuseum usw.